# 笠原弘子
笠原 弘子（かさはら ひろこ、1970年2月19日 - ）は、日本の女性声優、歌手、舞台女優。尾木プロ THE NEXT所属。新潟県出身、東京都育ち。

## 経歴
1975年、引っ込み思案を直すために、「明るく活発な子にするには劇団に入れればいいのでは」と伯母の提案で児童劇団であった劇団こまどり（後のグループこまどり）に入団した。小学生時代はNHK教育テレビの道徳番組『みんななかよし』に2年間レギュラー出演するなど、子役として活躍していた。
1983年、中学2年生の時にアニメ『銀河漂流バイファム』のカチュア・ピアスン役で声優デビュー。「顔を出さなくていいから学校にばれない」という理由で、中学・高校時代は声優の仕事が主だった。
1985年の夏に高校1年生の時にミュージカル『ピーターパン』に出演。高校2年生の時に漫画『シャンペン・シャワー』のイメージアルバムの中の1曲「告白 〜愛しのジョゼ」を歌って歌手デビュー。その後も『究極超人あ〜る』を始め、イメージカプセルシリーズのイメージアルバムに多く出演した。高校卒業を待ってファーストシングル「Believe yourself Again」、その年末にファーストアルバム「スローガラスの輝き」を出す。
以後、声優としても歌手としても活動している。2003年、長年過ごしたグループこまどりを離れ、ラブライブ（現尾木プロ THE NEXT）に移籍。2005年、デビュー30周年を迎え、記念ライブを昼夜2回公演で行った。

## 人物
- 子供の頃は大人しい性格だったが、本当は家では内弁慶で、ピンクレディなどを歌う子供だったという[6][9]。
- 子役の頃は恐怖心などを特に感じることなく演技を行うことができたが、物心ついてからは大勢の知らない人がテレビで見ることを意識するようになって、カメラを向けられることに多少の恐怖心を抱くようになった[10]。
- 2017年のインタビューで本人が子役時代について語ったところによると、こまどりの西村サエ子代表からは「ガラスケースに入ったお人形さんのようだった」と評するほど全く喋らなかったという[10]。10代や20代になってもラジオ番組などに主演すればただ相槌を打つだけで、アフレコスタジオでも挨拶をしたらずっと台本を見るなど、引っ込み思案は治らなかった。2017年時点で引っ込み思案は変わらないという[10]。
- 当時ここまでコンスタントなCD発売など歌手活動をする声優は珍しく、その抜群の歌声と歌唱力から「声優界の歌姫」とも言われている[11]。笠原自身は「自分も両親もセレブじゃないのになんでだろう？」と不思議に思っていた[12]。さらにアニメ『ロミオの青い空』では、自身が声優として参加していないにも関わらず主題歌を担当した事は声優業界において特例的で、歌手としての評価が高かった事を証明している[注 1]。それ以来「グループこまどり時代の先輩に冨永みーなが在籍していたため、コンサートのプロデュースをして貰うなど現在でも親交が厚い。同じく「こまどり」の後輩だった藤枝成子や坂本真綾と合わせて「声優界のこまどり姉妹」と呼ばれていた。ただ歌手デビュー当初、西村サエ子はあくまで「笠原は役者なので」と音楽業界関係者に対して言っておいたため、笠原はその頃役者として歌っていたという感じであった[13]。2017年時点では歌うことを楽しんでいるが、10代や20代の頃は仕事と割り切っていた[14]。その一方で30代に入りラジオ番組内で堀江美都子から、歌と芝居とどちらが好きかと問われ、「歌う事のほうが好き」と答えている。
- 冨永が『魔法の妖精ペルシャ』のペルシャを演じていて、「私もやりたいなぁ」と思っていたところ、『魔法のエンジェルスイートミント』にて主人公であるミント役が来た時は「ああ、魔法の呪文が言える」と大変喜んだという[6]。
- ブランドものには弱いが、有名になることに対する憧れを全く持たない人物であり、その理由については「コスメや洋服などでおしゃれをキープする努力が大変だから」と話している[15]。
- 家族構成は、両親と本人。一人っ子である[8]。
- 1990年代の声優ブームで良かったと思うのは人との出会いであり、洋服が好きなのでプロのスタイリストに出会えたのはプラスだという。まだ日本がバブル景気に沸いていた頃、レコーディングを山中湖のリゾートスタジオで行ったこともある[16]。
- 1990年代の声優ブームの中にあった頃、『魔法騎士レイアース』で共演した椎名へきるや緒方恵美に関しては「凄いな」と思うばかりであった。椎名に関しては彼女にしかない独特のたたずまいのようなものがあり、緒方に関してはかわいらしい声も男の子の声も演じる圧倒的な魅力があったという[17]。
- こまどり時代は西村サエ子の方針により、夜遅くのレコーディングはNGであった。そのため笠原はレコーディングに関してキツいとおもったことはなかった[18]。
- 本人公言のSNS嫌いであったが、2020年11月1日より、笠原弘子のオンラインサロン「brim」[19] を、Facebookの非公開グループにて開始。

## 出演
太字はメインキャラクター。

### テレビアニメ
1983年
- 銀河漂流バイファム（1983年 - 1998年、カチュア・ピアスン） - 2シリーズ

1990年
- 魔法のエンジェルスイートミント（1990年 - 1991年、ミント）

1991年
- おにいさまへ…（御苑生奈々子）

1992年
- カリメロ（1992年版）（ロシータ）
- クッキングパパ（間宮千香）

1993年
- 無責任艦長タイラー（アザリン）
- 3丁目のタマ うちのタマ知りませんか?（1993年 - 1994年、タマ） - 2シリーズ
- それいけ!アンパンマン（ココ）

1994年
- D・N・A² 〜何処かで失くしたあいつのアイツ〜（栗本亜美）
- 魔法騎士レイアース（1994年 - 1995年、鳳凰寺風）

1995年
- ストリートファイターII V（琳子）
- 爆れつハンター（サンチュ）

1996年
- るろうに剣心 -明治剣客浪漫譚-（マグダリア小夜）

1997年
- ケロケロちゃいむ（リン女王）
- 金田一少年の事件簿（1997年 - 1998年、マリア・フリードリヒ、桐沢紅子）
- みすて♡ないでデイジー（G2）
- 吸血姫美夕（有沢美峰）

1998年
- ヴァイスクロイツ（巴さくら）

1999年
- セラフィムコール（栗本雪菜）

2000年
- ビックリマン2000（スタイリス徒）

2001年
- Dr.リンにきいてみて!（光の巫女）

2002年
- 満月をさがして（神山葉月）
- 真・女神転生Dチルドレン ライト&ダーク（2002年 - 2003年、橿原亜美）

2003年
- ヤミと帽子と本の旅人（マリエル、マウ）
- ふたつのスピカ（鴨川今日子）

2004年
- Get Ride! アムドライバー（2004年 - 2005年、パフ・シャイニン）
- KURAU Phantom Memory（ジェシカ）

2005年
- 蟲師（真火の母）
- おねがいマイメロディ（2005年 - 2006年、夢野鈴） - 2シリーズ

2006年
- 遊☆戯☆王デュエルモンスターズGX（プリンセス・ローズ）
- ツバサ・クロニクル (第2期)（天照）

2007年
- Saint October（母）
- Master of Epic The Animation Age（ニューター・女）
- 優しさと感動のこだま（乗客、女性、母親）
- ヤマトナデシコ七変化♥（スナコの母）

2008年
- ヴァンパイア騎士 Guilty（支葵の母）
- ヒャッコ（上下山鬼百合）

2009年
- クッキンアイドル アイ!マイ!まいん!（あまのせいか）

2024年
- 休日のわるものさん（おばあちゃん、おばあちゃんA）

### OVA
1984年
- 銀河漂流バイファム カチュアからの便り（カチュア・ピアスン）
- 銀河漂流バイファム 集まった13人（カチュア・ピアスン）

1985年
- 銀河漂流バイファム 消えた12人（カチュア・ピアスン）
- 銀河漂流バイファム “ケイトの記憶” 涙の奪回作戦!!（カチュア・ピアスン）

1987年
- 超獣機神ダンクーガ GOD BLESS DANCOUGA（ローラ・サリバン）
- バブルガムクライシス PART1（シンシア）

1988年
- 恐怖のバイオ人間 最終教師（白鳥雛子）

1989年
- アッセンブル・インサート（南風まろん）
- メガゾーン23 III（リョオ）

1991年
- 究極超人あ〜る（大戸島さんご）
- 超幕末少年世紀タカマル（子天狗ジロ）
- DETONATORオーガン（久見・ジェファーソン、ミーク）

1992年
- 新・超幕末少年世紀タカマル（1992年 - 1993年、小天狗ジロ）
- 超時空要塞マクロスII -LOVERS AGAIN-（イシュタル）
- 破妖の剣（シュライン）
- ハンサムな彼女（沢木彩）

1994年
- 誕生 〜Debut〜（藤村さおり）
- ファイナルファンタジー（王女レナ）

1995年
- アミテージ・ザ・サード（アミテージ）
- D・N・A² 〜何処かで失くしたあいつのアイツ〜（栗本亜美）

1996年
- 特務戦隊シャインズマン（笠原瞳美）

1997年
- ベイビィ★LOVE（有須川せあら）
- レイアース（鳳凰寺風）

### 劇場アニメ
- NEMO/ニモ（1989年、プリンセス[27]）
- 3丁目のタマ おねがい!モモちゃんを捜して!!（1993年、タマ）
- タマ&フレンズ〜タマとふしぎな石像〜（2019年、タマ[28]）

### ゲーム
1992年
- ウィングコマンダー（スピリット中佐）

1994年
- エメラルドドラゴン（PCエンジン版）（タムリン）
- 誕生 〜Debut〜（藤村さおり）
- プリンセスメーカー2（FM TOWNS版）（娘）
- モンスターメーカー 闇の竜騎士（ルフィーア）

1995年
- エメラルドドラゴン（スーパーファミコン版）（タムリン）
- プリンセスメーカー2（Macintosh版、Windows版）（娘）
- 魔法騎士レイアース（ゲームボーイ版）（鳳凰寺風）
- 魔法騎士レイアース（スーパーファミコン版）（鳳凰寺風）
- 魔法騎士レイアース（セガサターン版）（鳳凰寺風）
- 魔法騎士レイアース2nd ミッシングカラーズ（鳳凰寺風）

1996年
- アポなしギャルズ お・り・ん・ぽ・す（藤樹麻美）
- キングスクエストVII（ロゼラ）
- 戦国ブレード（ユーニス）
- ラングリッサーIII（ルナ）

1997年
- VIRUS（メロディ）
- グランストリーム伝紀（アーシア・エルディーン）
- 幻世虚構・精霊機導弾（ネル）
- 天外魔境 第四の黙示録（夕能）
- ネクストキング 恋の千年王国（フェンネル）
- フォトジェニック（北条綾乃）
- ボイスファンタジア 失われたボイスパワー（フレット）

1998年
- エーベルージュ スペシャル〜恋と魔法の学園生活〜（フェルデン・マテウセス）
- エフィカス この想いを君に…（五百蔵夏樹）
- 金田一少年の事件簿2 地獄遊園殺人事件（湯森真輝）
- ずっといっしょ（石塚美樹）
- 精霊召喚 〜プリンセス オブ ダークネス〜（ミュウ）
- 双界儀（那美姫）
- DEBUT 21（藤村さおり）
- バーニングレンジャー（クリス・パートン）

1999年
- 悠久幻想曲3 Perpetual Blue（メルフィ・ナーヴ）

2000年
- 対戦恋愛シミュレーション トリフェルズ魔法学園（フェルデン・マテウセス）

2001年
- グローランサーII（アリエータ・リュイス）
- シャドウハーツ（クーデルカ・イアサント） ※エンディングテーマ曲「Shadow Hearts」のボーカルも担当
- ルナ・ウイング 〜時を越えた聖戦〜（シルファーナ）

2002年
- Ever17 -the out of infinity-（茜ヶ崎空）※エンディングテーマ曲「Aqua Stripe」のボーカルも担当

2003年
- C.A.T 〜サイバーアタックチーム〜（河合麗）

2004年
- シンフォニック=レイン（フォーニ）

2005年
- 月は切り裂く 〜探偵 相楽恭一郎〜（賀茂琴子）

2009年
- ヒャッコ よろずや事件簿!（上下山鬼百合）
- マクロスアルティメットフロンティア（イシュタル）

2011年
- マクロストライアングルフロンティア（イシュタル）

2014年
- ソニック&オールスターレーシング トランスフォームド（クリス・パートン）
- 落櫻散華抄（椎名悠理）

2016年
- トリックスター〜召喚士になりたい〜（プラチナ）

2018年
- ゴシックは魔法乙女〜さっさと契約しなさい!〜（鳳凰寺風）

2019年
- スーパーロボット大戦T / 30（2019年 - 2021年、鳳凰寺風） - 2作品
- ヴァルキリーアナトミア（鳳凰寺風）

2025年
- Ever 17 - The Out of Infinity（茜ヶ崎 空）

### 吹き替え

#### 映画
- アイドルとデートする方法（ロザリー：ケイト・ボスワース）
- アメリカン・ビューティー（アンジェラ・ヘイズ：ミーナ・スヴァーリ） - TBS版
- ウィロビーチェイスの狼（シルビア）
- オズ（ドロシー：フェアルーザ・バーク） - 劇場公開版（ポニー・バンダイ版）
- オータム・イン・ニューヨーク（シャルロット：ウィノナ・ライダー）
- 恋のゆくえ/ファビュラス・ベイカー・ボーイズ（ニーナ：エリー・ラーブ） - テレビ東京版
- キャンドルシュー セント・エドモンドの秘宝（ケイシー：ジョディ・フォスター）
- スノーホワイト（リリー・ホフマン：モニカ・キーナ）
- スモール・ソルジャーズ（クリスティ・フィンブル：キルスティン・ダンスト） - VHS版
- そんな彼なら別れさせます!（ブリトニー：アマンダ・クルー）
- チャイルドゴースト 夢と冒険の魔法旅行（ミン：リン・シャオロウ）
- ボディヒート/3人目の美少女（ジョーイ〈ミーガン・エドワーズ〉）
- ライアンの娘 ※日本テレビ版
- ローマの休日（アン王女：オードリー・ヘプバーン） - TBS版

#### ドラマ
- ザ・タイタニック 運命の航海（乗客オーサ） - NHK総合テレビ版
- 雪の女王（ゲルダ） - BBC版

### ラジオ
- 笠原弘子のおかわり自由（ラジオたんぱ・AM KOBE・茨城放送・栃木放送）
- 笠原弘子My Prayer （ラジオたんぱ）
- YAG VOICE VOYAGE（エフエム富士）
- アニメトライアルシアター【「スーパーアニメガヒットTOP10」内】（ニッポン放送・西日本放送・四国放送）
- アミューズメントパーティー・ファーストアベニュー（TBSラジオ）
- KEY COFFEE METROPOLITAN CAFE【「WEEK END CONNECTION」内】（J-WAVE）※ナレーション

### ドラマCD
- 愛のカレードスコープ（前野順子）
- アニメ店長オリジナルドラマCD3「最白II-トレブラン ドゥ-」（ムルチ2号）
- イタズラなKiss（相原琴子）
- 五つのビーズ（ターミア）
- ヴァイスクロイツ Dramatic Precious（巴さくら）
- Ever17 ドラマCD「2035」（茜ヶ崎空）
- おとのでるにょっき（ひらっと）
- 究極超人あ〜る Vol.1 - 3（大戸島さんご）
- 銀河漂流バイファム 「金曜劇場」 ジェイナス愛の航海日誌…気分はもう主役（カチュア・ピアスン）
- グローランサーII（アリエータ、クルト）
- CDシアター ドラゴンクエストI（ローラ姫）
- CDブック「フォトジェニック」（北条綾乃）
- 新撰組異聞 蒼き狼たちの神話2浅葱色の夜明け（半井汀）
- 聖ナル少女ノ詩（蒲公英）
- Z MANナナシの故郷（ヤティマ）
- 超幕末少年世紀タカマル ちゃんぽん王国国立ちゃんぽん学園大学芸会! 国をあげての大騒ぎ!でござる（子天狗ジロ）
- 天使のボディガード（桜沢都）
- 虹の世紀シェラトーン（香川梨絵）
- はじめてのアニメ店長（ムルチ）
- 未来放浪ガルディーン 大歌劇（コーラルリーフ）
- モンスターメーカー ドラマCD 魔剣デスデリバーを探せ!（ルフィーア）
- 悠久幻想曲（メルフィ・ナーヴ）
- 悠久組曲 All Star Project（メルフィ・ナーヴ）

### ラジオドラマ
- エメラルドドラゴン（タムリン）
- クリック&デッド NETWAYスイーパーズ（須藤沙由梨）
- 銀河パトロールレンズマン（クラリッサ・マクドゥガル）

### テレビドラマ
- みんななかよし（1975年 - 1976年：NHK教育）
- いろはの"い" 第13話「仲人」（1976年：日本テレビ系）
- 連続テレビ小説『おていちゃん』（1978年：NHK総合）大沢千代（幼少時代）
- ポーラテレビ小説（TBS系）
  - 『こおろぎ橋』（1978年）
  - 『発車オーライ』（1981年）沢田時子
- 少年ドラマシリーズ『家族天気図』（1980年：NHK総合）

### 舞台
- おこりじぞう
- ピーター・パン ウェンディの子供
- ケロケロちゃいむ（1998年：博品館劇場）リン王女
- 4,380円〜空からお金が降った夏の日（2001年：シアターサンモール）井出円
- Mass JACK SHOW Vol.3 デジ・ホラ（2002年：THEATER/TOPS）
- マザー 〜This is Love.〜（2003年：東京芸術劇場小ホール2）ジャンキー
- ロックミュージカル『BLEACH』No Clouds in the Blue Heavens（2007年：日本青年館大ホール・兵庫県立芸術文化センター中ホール）卯ノ花烈
- ROCK MUSICAL BLEACH DX（2008年：新宿コマ劇場）卯ノ花烈

### その他コンテンツ
- DJノブタケとCDを出した。
- サイトロンからリリースされた「バースディ・ディスク」シリーズの中の一つを担当した。その時、「菊地健一」という吉本興業所属の芸人と「裏拳」（ウラ：笠原弘子、ケン：菊地健一）という漫才コンビを組み、そのCDの中でネタを披露している。
- 名塚佳織のかもさん學園（＃57・05年9月19日配信分）ゲスト出演
- Broccoli The Night 佐藤裕美のヒロミデンパ（＃51・地上波：05年9月23日放送分 音泉：05年9月27日配信分）ゲスト出演
- かつて岡山県玉野市にあった王子ファンシーランドのテーマソングを歌っていた。その歌のカセットテープは王子ファンシーランド内の限定販売で、今は閉園により販売されていない。1990年前後、岡山放送で『チェリーミミのワン・ツー・ステップ』という、王子ファンシーランド提供の朝の5分番組があり、このカセットテープ内の歌が使用された（岡山・香川地区のみのテレビ放送）。
- 『ああっ女神さまっ』原作第7話では、ムードのある曲を探そうとする主人公の手持ちカセットテープに「笠原ひろ子全集」があった。
- パソコンゲームソフト『らんま1/2飛龍伝説』では、笠原ファンのスタッフが隠しメッセージを仕込んでいた。
- 1996年 - 1997年に代々木アニメーション学院のイメージキャラクターとして当学院のテレビCMに出演・ラジオCMもナレーションを担当（CMタイアップ曲：「本当の私に逢いたくて」・「約束」）。
- 1993年頃、フジテレビ系の平日朝の情報番組おはよう!ナイスデイにて、BGMに笠原弘子の曲が多く使用された。ただし、音楽のみで、本人の歌唱部分は殆ど無かった。
- 静岡・愛知を拠点とする結婚式場「出雲殿」が企画するハネムーンプラン「ハニーハネムーン キララ」のCMソング「欲張りな恋は愛になる」を歌っていた。同じメロディーの曲がベストアルバム「Memories II〜The Best Selection〜」に『恋はGET UP!!』という曲名で収録されているが、歌詞とキーが異なっている。
- 角川書店『コンプティーク』1996年1月号「声優こだわり大作戦」（上崎よーいち著）にて自分が「娘」を演じた育成ゲーム『プリンセスメーカー2』を実際にプレイしている。画家を目指したが、結果は家事手伝いであった。総合評価は327点。
- また『コンプティーク』の同企画にて同ジャンルの育成ゲーム『誕生 〜Debut〜』もプレイしている。同作では別機種2役かつOVA化もされたため思い入れの深い作品とコメント。しかしアイドルたちが「自信喪失」「疲労状態」「不機嫌」と育成に失敗し途中リタイアとなった。

## ディスコグラフィ

### シングル
| 枚                                              | 発売日                                | タイトル                              | c/w                                   | 規格品番                                     | オリコン最高位                        |
| ワーナー・パイオニア / WARNER RECORDS           | ワーナー・パイオニア / WARNER RECORDS | ワーナー・パイオニア / WARNER RECORDS | ワーナー・パイオニア / WARNER RECORDS | ワーナー・パイオニア / WARNER RECORDS        | ワーナー・パイオニア / WARNER RECORDS |
| ----------------------------------------------- | ------------------------------------- | ------------------------------------- | ------------------------------------- | -------------------------------------------- | ------------------------------------- |
| 1st                                             | 1988年7月25日                         | Believe yourself Again                | ハードボイルドってなあに?             | K-1570                                       | -                                     |
| 1st                                             | 1988年7月25日                         | Believe yourself Again                | ハードボイルドってなあに?             | 10SL-31                                      | -                                     |
| 2nd                                             | 1989年9月25日                         | アッセンブル・インサート              | 苺の帽子                              | 10L3-4110                                    | -                                     |
| 3rd                                             | 1990年3月25日                         | 異邦人'90                             | 駱駝が眠らない                        | WPDL-4147                                    | -                                     |
| 東芝EMI / FUTURE LAND                           |                                       |                                       |                                       |                                              |                                       |
| 4th                                             | 1990年7月11日                         | 不思議の国のスイートミント            | ミントの夢旅行                        | TYDY-2029                                    | -                                     |
| VAP                                             |                                       |                                       |                                       |                                              |                                       |
| 5th                                             | 1990年8月21日                         | コンディション・グリーン〜緊急発進〜  | パラダイスの確率                      | VPDG-20379                                   | 25位                                  |
| ワーナー・パイオニア / WARNER RECORDS           |                                       |                                       |                                       |                                              |                                       |
| 6th                                             | 1990年9月25日                         | 雨音はショパンの調べ'90               | CHRISTMAS SONG TO YOU                 | WPDL-4177                                    | -                                     |
| ワーナーミュージック・ジャパン / WARNER RECORDS |                                       |                                       |                                       |                                              |                                       |
| 7th                                             | 1991年3月10日                         | Distance                              | 渋谷北口ラプソディ                    | WPDL-4218                                    | -                                     |
| 8th                                             | 1991年10月25日                        | 恋にNO RETURN!!                       | 白いページの中に                      | WPDL-4260                                    | -                                     |
| 9th                                             | 1992年5月25日                         | ヒ・ロ・イ・ン                        | 風の異邦人(エトランゼ)                | WPDL-4295                                    | -                                     |
| ビクター音楽産業                                |                                       |                                       |                                       |                                              |                                       |
| 10th                                            | 1992年11月21日                        | もういちど Love you                   | 約束                                  | VIDL-10298                                   | -                                     |
| パイオニアLDC                                   |                                       |                                       |                                       |                                              |                                       |
| 11th                                            | 1993年2月25日                         | やさしさは降る雨のように              | さみしいほたる                        | PIDA-1001                                    | -                                     |
| ダブリューイーエー・ジャパン                    |                                       |                                       |                                       |                                              |                                       |
| 12th                                            | 1994年5月25日                         | 大切な休日                            | 特別な朝                              | WPD6-9003                                    | -                                     |
| 13th                                            | 1995年2月25日                         | 空へ…                                 | Si Si Ciao〜ロマナの丘で〜            | WPD6-9037                                    | 62位                                  |
| データム・ポリスター                            |                                       |                                       |                                       |                                              |                                       |
| 14th                                            | 1995年6月25日                         | 五つの雫                              | 約束の旅へ                            | DPDX-5017                                    | -                                     |
| 15th                                            | 1995年7月26日                         | 甦える伝説                            | 輝く記憶の中に…                       | DPDX-5018                                    | -                                     |
| ダブリューイーエー・ジャパン                    |                                       |                                       |                                       |                                              |                                       |
| 16th                                            | 1995年12月21日                        | 空へ…/風の輪舞曲                      |                                       | WPC6-8167                                    | 91位                                  |
| 17th                                            | 1996年10月10日                        | アヤシイ                              | 本当の私に逢いたくて                  |                                              |                                       |
| 18th                                            | 1997年4月10日                         | そっと夜に泣こう                      | 約束                                  | WPD6-9127                                    | 93位                                  |
| ポリグラム                                      |                                       |                                       |                                       |                                              |                                       |
| 19th                                            | 1997年9月10日                         | 夢の渚 〜The Silent Service〜         | 特別な涙                              | PODX-1030                                    | -                                     |
| パイオニアLDC                                   |                                       |                                       |                                       |                                              |                                       |
| 20th                                            | 1997年12月17日                        | ベイビィ☆LOVE                         | もしもあしたが休みなら                | PIDA-1041                                    |                                       |
| 徳間ジャパンコミュニケーションズ / アニメージュ |                                       |                                       |                                       |                                              |                                       |
| 21st                                            | 1998年1月21日                         | STAND THE NIGHT                       | MY PRAYER                             | TKDA-71313                                   | -                                     |
| 22nd                                            | 1998年7月23日                         | key of fortune                        | 光見つめて                            | TKCA-71412                                   | -                                     |
| 23rd                                            | 2000年8月23日                         | Wing for love                         | 希望という名の神話                    | TKDA-71859                                   | -                                     |
| purple hills record                             |                                       |                                       |                                       |                                              |                                       |
| 24th                                            | 2000年10月18日                        | おかわり自由                          | おかわりは夢の中に                    | AKCJ-81000                                   | -                                     |
| ベラ・ボー エンタテインメント                   |                                       |                                       |                                       |                                              |                                       |
| 25th                                            | 2001年1月24日                         | 昼間の私に会いに来ないで              | 町人風情                              | BXDA-2002                                    | -                                     |
| 25th                                            | 2001年1月24日                         | 昼間の私に会いに来ないで              | 笑おう                                | BXDA-2002                                    | -                                     |
| purple hills record                             |                                       |                                       |                                       |                                              |                                       |
| 26th                                            | 2001年2月21日                         | しあわせのおかわり                    | おかわりのしあわせ                    | AKCJ-81001                                   | -                                     |
| 27th                                            | 2001年7月11日                         | お夜食のお約束                        | 人生お好み食堂                        | AKCJ-81002                                   | -                                     |
| 28th                                            | 2001年9月19日                         | 新しい風                              | yes I do                              | AKCJ-81004                                   | -                                     |
| 29th                                            | 2001年10月11日                        | あ〜ぁ                                | ゆらゆら                              | AKCJ-81005                                   | -                                     |
| 30th                                            | 2002年3月13日                         | Ka・wa・ri                            | 古い手帳                              | AKCJ-81007                                   | -                                     |
| 31st                                            | 2002年7月17日                         | おかわり吉日                          | 肩を引きよせ                          | AKCJ-81008                                   | -                                     |
| フロンティアワークス                            |                                       |                                       |                                       |                                              |                                       |
| 32nd                                            | 2004年8月25日                         | Feel on the wind.                     | 遠い空                                | FCCM-34                                      | 82位                                  |
| ポストポップレコード                            |                                       |                                       |                                       |                                              |                                       |
| 33rd                                            | 2018年1月24日                         | ひとり暮らしの小学生                  | UMAライクなやり方で                   | PPR-001                                      | -                                     |
| 34th                                            | 2018年7月18日                         | Tama&Friends                          | Tama&Friends (笠原弘子×福島清香)      | PPR-002                                      | -                                     |
| 35th                                            | 2019年9月24日                         | 正真正銘 笠原弘子                     |                                       | アリガタキ商會内 配信コンテンツ              | -                                     |
| 36th                                            | 2019年12月22日                        | ピアニシモ                            |                                       | アリガタキ商會内 配信コンテンツ              | -                                     |
| 37th                                            | 2023年2月19日                         | 成せる業〜ナセワザ〜                  |                                       | 各種ダウンロード配信・サブスクリプション配信 | -                                     |

### アルバム
- スローガラスの輝き 1988年12月21日発売（デジタル・リマスタリング復刻版 2007年12月19日発売）
- Cafe Paradise 1989年12月21日発売（デジタル・リマスタリング復刻版 2007年12月19日発売）
- アッセンブル・コンサート（南風まろん）1990年3月25日発売
- Semi-Precious Stone 1990年10月25日発売（デジタル・リマスタリング復刻版 2007年12月19日発売）
- MY BEST FRIENDS 1991年4月10日発売
- 恋愛性理論〜Part 1〜 1991年11月10日発売（デジタル・リマスタリング復刻版 2007年12月19日発売）
- 遠い夏の休日 1992年6月25日発売（デジタル・リマスタリング復刻版 2007年12月19日発売）
- L'EXPRESS FANTAISIE 1993年4月24日発売
- Nature 1993年7月10日発売
- さよならがくれたのは 1994年6月25日発売
- MADRIGAL 1994年12月7日発売
- Saga 1996年3月6日発売
- 本当の私 1996年11月10日発売
- Siesta 1997年6月25日発売
- MyPrayer 1998年7月23日発売
- Nostalgia 1998年11月5日発売
- Our Favorite Things〜MyPrayer Vol.2〜 1998年12月9日発売
- piece of heart〜MyPrayer Vol.3〜 1999年4月21日発売
- aria 1999年10月1日発売
- ONE plus ONE〜MyPrayer Vol.4〜 1999年11月25日発売
- NEO DECADENCE 2000年1月26日発売
- おかわり自由 2001年3月22日発売
- トゥルーチェアー 2001年11月14日発売
- レコ 2002年11月27日発売
- Re-vuelta 2003年3月21日発売
- BUTTERFLY 2003年10月29日発売
- New Kissako 2021年2月14日 配信発売開始（2022年5月25日「New Kissako CD」としてCD発売）

### ミニアルバム
| 枚  | 発売日         | タイトル               | 規格品番 | オリコン最高位 |
| --- | -------------- | ---------------------- | -------- | -------------- |
| 1st | 1990年11月28日 | Caroling               |          | ？位           |
| 2nd | 2004年9月1日   | Holy Chain〜聖なる鎖〜 |          |                |
| 3rd | 2005年9月22日  | HK                     |          |                |
| 4th | 2023年11月22日 | 深化                   |          |                |

### ベストアルバム
- Memories〜The Best Selection〜 1992年11月10日発売
- Memories II〜The Best Selection〜 1995年10月25日発売
- Memories III〜The Best Selection〜 1997年11月25日発売 ※CD EXTRA仕様
- hiroko kasahara super best Warner 30th Anniversary Box 2000年11月22日発売
- BBB〜Best of Bella Beaux〜 2004年4月23日発売
- Hiroko Kasahara 1987－1998 2017年4月26日発売

### ライブアルバム
- Precious Time LIVE at THE THEATER SUNMALL '94 1995年1月25日発売
- Tea For Me Acoustic Live '95 1996年1月25日発売
- THANKS〜真夏の夢〜 1997年7月25日発売
- TAKE THE "K" TRAIN AKASAKA BLITZ LIVE 1997年10月22日発売
- Feel Happy Together 1999 1999年2月24日発売
- COOL DECADENCE 2000年6月9日発売

### コンセプトアルバム
- 五つのビーズ 1996年3月1日発売
- 笠原弘子のおかわり自由 ラヂオアルバム 2001年9月27日発売
- Birthday Disc Vol.9 Pisces（魚座）2002年2月20日発売

### 映像作品
- 笠原弘子とクリスマスCaroling〜THE MOVIE〜 [VHS・LD：1991年11月10日発売]
- FIRST KISS [VHS・LD：1992年2月10日発売]
- Mind Gallery [VHS・LD：1993年8月10日発売]
- しあわせの落書き [VHS：1993年12月10日発売]
- HIROKO LD COLLECTION [LD：1994年11月10日発売]
- Precious Time 1 [VHS・LD：1995年2月25日発売]
- Precious Time 2 [VHS・LD：1995年2月25日発売]
- Tea For Me Accoustic Live '95 [VHS・LD：1996年2月25日発売]
- しあわせの落書き2 [VHS：1996年12月21日発売]
- 声優白書Vol.10「笠原弘子 breath」 [VHS・LD：1997年1月25日発売]
- THANKS [VHS・LD：1997年10月25日発売]
- TAKE THE "K" TRAIN 〜AKASAKA BLITZ LIVE〜 [VHS・LD：1997年11月26日発売、DVD：2000年3月24日発売]
- HIROKO LD COLLECTION 2 [LD：1998年11月15日発売]
- Feel Happy Together 1999 [VHS・LD：1999年3月25日発売]
- DECADENT VIDEO DELUXE〜HIROKOが花を咲かせましょう〜 [DVD：2000年5月24日発売]
- BETTERFLY [DVD：2003年12月10日発売]

### 歌手参加楽曲
| 発売日        | 商品名                          | 歌       | 楽曲 | 備考                                 |
| ------------- | ------------------------------- | -------- | --- | ------------------------------------ |
| 1987年9月25日 | 優&魅衣 イメージアルバム        | 笠原弘子 | 「気ままなファントム」 「いま、恋です」 「夕暮れ通りで不思議して」                                                                                              | 漫画『優&魅衣』イメージソング        |
| 1988年3月10日 | 空色のメロディ イメージソング集 | 笠原弘子 | 「シロツメクサの想い出」 「ポニーテール白書」 「雨傘ワルツ」 「空色のメロディ〜大好きなグリーンフィールド〜」 「いつかきみと…」 「不思議な少女」 「女の子気分」 | 漫画『空色のメロディ』イメージソング |

### その他参加楽曲
| 発売日        | 商品名                                           | 歌                          | 楽曲                             | 備考                                                   |
| ------------- | ------------------------------------------------ | --------------------------- | -------------------------------- | ------------------------------------------------------ |
| 2009年6月17日 | 今剛「2nd ALBUM」                                | 寺尾聰、笠原弘子、Mark Cass | 「Full Moon, Empty Highway」     |                                                        |
| 2009年6月17日 | 今剛「2nd ALBUM」                                | 笠原弘子                    | 「Sakura」                       |                                                        |
| 2011年2月9日  | MAGICAL ANGEL CREAMY MAMI official tribute ALBUM | 笠原弘子                    | 「囁いてジュテーム -Je t'aime-」 | 『魔法の天使クリィミーマミ』公式トリビュート・アルバム |

### タイアップ曲
| 楽曲                                 | タイアップ                                                                                           |
| ------------------------------------ | --- |
| Believe yourself Again               | ゆうきまさみ原作『機動警察パトレイバー』イメージソング                                               |
| アッセンブル・インサート             | OVA『アッセンブル・インサート』オープニングテーマ                                                    |
| あいつ                               | OVA『アッセンブル・インサート』エンディングテーマ                                                    |
| 不思議の国のスイートミント           | テレビ東京系『魔法のエンジェルスイートミント』オープニングテーマ                                     |
| ミントの夢旅行                       | テレビ東京系『魔法のエンジェルスイートミント』エンディングテーマ                                     |
| コンディション・グリーン〜緊急発進〜 | 日本テレビ系『機動警察パトレイバー』オープニングテーマ                                               |
| Distance                             | 松竹OVA『ウィザードリィ』テーマ曲                                                                    |
| もういちど Love you                  | OVA『超時空要塞マクロスII -LOVERS AGAIN-』挿入歌                                                     |
| 約束                                 | OVA『超時空要塞マクロスII -LOVERS AGAIN-』エンディングテーマ                                         |
| 約束                                 | 代々木アニメーション学院'97春のキャンペーンソング                                                    |
| やさしさは降る雨のように             | OVA『グリーンレジェンド乱』エンディングテーマ                                                        |
| 大切な休日                           | 読売テレビ・日本テレビ系全国ネット『教えてあげない』エンディングテーマ                               |
| 空へ…                                | フジテレビ系世界名作劇場『ロミオの青い空』オープニングテーマ                                         |
| Si Si Ciao〜ロマナの丘で〜           | フジテレビ系世界名作劇場『ロミオの青い空』エンディングテーマ                                         |
| 五つの雫                             | ドラマCD『エメラルドドラゴン』エンディングテーマ                                                     |
| 甦える伝説                           | 『エメラルドドラゴン』イメージソング                                                                 |
| アヤシイ                             | 代々木アニメーション学院 イメージソング                                                              |
| そっと夜に泣こう                     | セガサターン『QUOVADIS 2〜惑星強襲オヴァン・レイ〜』エンディングテーマ                               |
| 夢の渚 〜The Silent Service〜        | OVA『沈黙の艦隊』主題歌                                                                              |
| ベイビィ☆LOVE                        | 集英社りぼんオリジナルビデオアニメーション『ベイビィ★LOVE』主題歌                                    |
| STAND THE NIGHT                      | ラジオドラマ『銀河パトロール レンズマン』オープニングテーマ                                          |
| MY PRAYER                            | ラジオドラマ『銀河パトロール レンズマン』エンディングテーマ                                          |
| key of fortune                       | プレイステーション『精霊召喚 〜プリンセス オブ ダークネス〜』オープニングテーマ                      |
| 光見つめて                           | プレイステーション『精霊召喚 〜プリンセス オブ ダークネス〜』エンディングテーマ                      |
| Wing for love                        | プレイステーション『ルナ・ウイング 〜時を越えた聖戦〜』オープニングテーマ                            |
| 希望という名の神話                   | プレイステーション『精霊召喚 〜プリンセス オブ ダークネス〜』エンディングテーマ                      |
| おかわり自由                         | ラジオ関西『笠原弘子のおかわり自由』主題歌                                                           |
| しあわせのおかわり                   | ラジオ関西『笠原弘子のおかわり自由』主題歌                                                           |
| おかわりのしあわせ                   | ラジオ関西『笠原弘子のおかわり自由』主題歌                                                           |
| お夜食のお約束                       | ラジオ関西『笠原弘子のおかわり自由』主題歌                                                           |
| 人生お好み食堂                       | ラジオ関西『笠原弘子のおかわり自由』主題歌                                                           |
| 新しい風                             | PlayStation 2『グローランサーII』エンディングテーマ                                                  |
| あ〜ぁ                               | ラジオ関西『笠原弘子のおかわり自由』主題歌                                                           |
| ゆらゆら                             | ラジオ関西『笠原弘子のおかわり自由』主題歌                                                           |
| Ka・wa・ri                           | ラジオ関西『笠原弘子のおかわり自由』主題歌                                                           |
| 古い手帳                             | ラジオ関西『笠原弘子のおかわり自由』主題歌                                                           |
| おかわり吉日                         | ラジオ関西『笠原弘子のおかわり自由』主題歌                                                           |
| 肩を引きよせ                         | ラジオ関西『笠原弘子のおかわり自由』主題歌                                                           |
| Feel on the wind.                    | テレビアニメ『Wind -a breath of heart-』オープニングテーマ                                           |
| ひとり暮らしの小学生                 | テレビアニメ『ひとり暮らしの小学生』オープニングテーマ                                               |
| Tama&Friends                         | テレビアニメ『タマ&フレンズ 〜うちのタマ知りませんか?〜』オープニングテーマ                          |
| 純潔の魔法少女                       | スマホゲーム（仮）と思われる「純潔の魔法少女」。80's テーマソング として、YouTube 公開のみ。未発売。 |

### キャラクターソング
- 魔法騎士レイアース イメージソング モコナの絵かきうた（1995年3月25日）
- 魔法騎士レイアース イメージソング そよ風のソナチネ（1995年6月25日）
- 魔法騎士レイアース イメージソング 少女よ、大志を抱け!（1995年7月15日）
- 魔法騎士レイアース イメージソング モコナ音頭でぷぷぷのぷ（1995年7月26日）
- 魔法騎士レイアース Original Song Book（1995年9月20日）
- 魔法騎士レイアース イメージソング 聖夜の天使たち（1995年12月1日）
- 魔法騎士レイアース
Original Song Book 2（1996年1月1日）
- 魔法騎士レイアース Best Song Book（1997年1月10日）
- With Rayearth（1997年11月24日）
- 魔法騎士レイアース EXTRA 鳳凰寺風スペシャル（1997年12月17日）
- 魔法騎士レイアース EXTRA モコナスペシャル（1997年12月17日）
- 悠久幻想曲3〜Perpetual Blue〜 マキシシングルコレクション Vol.7（2000年8月23日）
- Ever17 シングルコレクション Action:2 茜ヶ崎空（2003年2月19日）
- シンフォニック＝レイン ボーカルアルバム『RAINBOW』（2004年5月26日）

## 書籍
- フォト&エッセイ「蒼い準宝石」（1990年・角川書店刊）
- フォト&エッセイ「36.5℃」（1995年・ムービック刊）
- 写真集「GRADATION」 （1998年・ムービック刊）

## イベント

### コンサート・ライブ
- 笠原弘子ファースト・コンサート（1989年1月22日：東京・日仏会館／1989年2月5日：大阪・心斎橋ミューズホール）
- For My Best Friends（1991年8月8日：東京・原宿RUIDO）
- FIRST KISS（1991年11月3日：大阪・大阪ミューズホール／1991年11月10日：東京・TOKYO FM HALL）
- RUIDO 1993（1993年4月3日：原宿RUIDO）
- HIROKO KASAHARA CONCERT'94「もう少し夢のままで…」（1994年10月1,2日：シアターサンモール）
- Memories'95 AUTUMN CONCERT（1995年10月7日：名古屋港湾会館／10月29日：大阪厚生年金会館中ホール；10月29日：R'nホール）
- 恋愛性理論 〜Part 2〜アコースティックナイト（1996年12月20日：二子玉川アレーナホール）
- '96 クリスマスコンサート「本当の私」（1996年12月21日：御堂会館／12月25日：九段会館）
- LIVE ACT SPECIAL（1997年8月14日：赤坂BLITZ）
- Memories III 発売記念TALK&LIVE（1997年11月29日：心斎橋CLUB QUATTRO／12月1日：渋谷CLUB QUATTRO／12月4日：名古屋CLUB QUATTRO）
- THE MOST PRECIOUS THING「いちばん大切なこと」（1998年5月23日：札幌ファクトリーホール／5月30日：大阪・千里協栄ホール／6月7日：東京・朝日生命ホール／6月13日：福岡ガスホール／6月20日：名古屋・テレピアホール）
- FEEL HAPPY TOGETHER '99（1999年1月10日：メルパルク大阪／1月23日：メルパルク東京）
- 笠原弘子ライヴ「Nostalgia」（1999年3月20日：渋谷CLUB QUATTRO）
- Concert 1999 Spring 〜LIVE My Prayer〜（1999年5月9日：原宿クエストホール）
- Fortune Cookie（1999年12月5日：渋谷CLUB QUATTRO）
- St.Valentine's Day LIVE「NEO DECADENCE」（2000年2月14日：渋谷CLUB QUATTRO）
- 冥王星よりも孤独（2000年7月2日：渋谷CLUB QUATTRO）
- 水玉（2001年3月18日：渋谷CLUB QUATTRO）
- ライブ「しあわせのおかわり」（2001年10月8日：渋谷CLUB QUATTRO）
- ☆☆☆〜Birthday Party決行（2002年2月21日：渋谷7th FLOOR 1部・2部）
- ライブツアー「Q」（2002年10月12日：広島CLUB QUATTRO／10月14日：心斎橋CLUB QUATTRO／11月6日：渋谷CLUB QUATTRO）
- バタフライ発売記念発売カウントダウンライブ （2003年9月23日：渋谷7th FLOOR 1部・2部）
- HappyHappyParty（2005年3月13日：L@N AKASAKA 1部・2部）
- Hiroko Kasahara anniversary concert 〜石の上にも10年×3〜（2005年9月24日：TOKYO FM HALL 1部・2部）
- Hirocomotion 2007 scenel -七夕祭-（2007年7月7日：高田馬場ESP学園本館ホール）
- 笠原弘子バレンタインライブ はちみつらいぶ★（2009年2月14日：田町 studioCube326 4F 1部・2部）
- 笠原弘子クリスマスライブ（2015年12月25日：渋谷 TAKE OFF 7）
- 笠原弘子 Xmas スペシャルライブ 〜イヴの優しいちから〜（2016年12月24日：渋谷 TAKE OFF 7）
- 笠原弘子 歌手デビューうん周年スペシャルライブ 〜スローガラスの輝き〜（2017年6月25日：渋谷 TAKE OFF 7）
- 笠原弘子 クリスマスライブオープニングパーティー 〜バラの記憶〜、クリスマススペシャルライブ 〜イブの紫のバラ〜（2017年12月24日：渋谷 TAKE OFF 7）
- クリスマスライブ リベンジ RE:LIVE（2018年04月09日：渋谷 TAKE OFF 7）
- 笠原弘子ライブ「月とタイムマシン」カウントダウンライブ（2018年10月06日：渋谷 TAKE OFF 7）
- はちみつと、りぼん（おみくじ結び）〜暴れ出すハートがここにあるから〜（2019年05月25日：吉祥寺プラネットK）
- 笠原弘子ライブ「風は未来から吹いてくる」（2019年06月15日：渋谷 TAKE OFF 7）
- 笠原弘子birthdayライブ（2020年02月15日：吉祥寺プラネットK）
- 笠原弘子 アルバムリリース記念アコースティックライブ（2021年02月14日：吉祥寺プラネットK＋配信）
- 笠原弘子 アコースティックライブ「きんつば」（2021年08月29日：吉祥寺プラネットK＋配信）
- 笠原弘子 バースデーライブ「桃源郷」（2022年02月19日：吉祥寺プラネットK＋配信）
- 笠原弘子birthday LIVE「オリオン座」（2023年02月19日：真昼の月夜の太陽＋配信）
- 笠原弘子CDデビュー35thライブ「YO・HA・KU」（2023年07月15日：原宿RUIDO＋配信）
- 笠原弘子birthdayライブ（2024年02月17日：吉祥寺プラネットK＋配信）
- ネコプリズム "はじまりのサンキューDAY1"（2024年07月06日：吉祥寺プラネットK＋配信）
- ネコプリズム "はじまりのサンキューDAY2"（2024年07月07日：吉祥寺プラネットK＋配信）
- ネコプリズム タイムサーキット カウントダウンライブ24'→25'（2024年10月12日：吉祥寺プラネットK＋配信）
- いつつの感覚ライブ「触覚」（2025年01月19日：吉祥寺プラネットK＋配信）
- いつつの感覚ライブ「触覚」（2025年04月12日：吉祥寺プラネットK＋配信）

### ファンクラブイベント
- ま〜ま〜くるぅず 夏のらうんじin東京湾（2005.08.06 東京湾周遊〜隅田川クルーズ船上ディナーイベント）
- ま〜ま〜くるぅず2006（2006.08.05 同上）
- ま〜ま〜くるぅず2008（2008.08.23 同上）
- ま〜ま〜くるぅず2009（2009.09.12 同上）ファンクラブ先行受付後、一般受付有り。
- ま〜ま〜くるぅず2010（2010.09.18 同上）ファンクラブ終了後の為、一般イベントとなる。

### クリスマスディナーショー
- 1999年12月22・23日（ホテルメゾン軽井沢）
- 2000年12月24・25日（同上）
- 2001年12月22・23日（同上）
- 2002年12月22・23日（同上）
- 2003年12月20・21日（同上）
- 2004年12月18・19日（同上）
- 2005年12月23日（アグネスホテル東京）
- 2006年12月09日（同上）
- 2007年12月24日（大学生協会館ヴァーシティホール）

### 笠原弘子の「ヒロコ・アリガタキ商會」の寄合
- 2019年10月12日（新宿ゴールデン街劇場）［台風のため延期］、（振替開催）2019年11月04日（場所非公開）
- 2020年　主にオンライン
- 2021年　場所非公開で開催
- 2022年　開催場所固定化

### 月例ミニイベント「オハナシカ。」
- 毎月 いづれかの土曜日（since2015 青山brim, since2016 銀座BAR 橋）［日程は、おおむね前月発表］
- 2020年は、オンラインの「デリバリー オハナシカ。」
- 2021年は、複数回で人数減らすなど、模索での開催（場所は非公開）「ちいさなオハナシカ。」
- 2022年〜、新しくオープンしたCafe＆Barオーケストラにて、場所固定化。おおむね月２回開催。ライブ等スケジュールによって、１回となる月も。約１ヶ月前の予約は、オンラインサロンまたは、本人 Blog にて発表。